# منطقه اوئانکاولیکا
منطقه اوئانکاولیکا (به اسپانیایی: Huancavelica Region) یک منطقه در پرو است.
مساحت این منطقه  ۲۲۱۳۱٫۴۷ کیلومتر مربع و جمعیت آن ۴۵۴٬۷۹۷ نفر است.